# Американское безумие
«Американское безумие» (англ. American Madness) — кинофильм режиссёра Фрэнка Капры, вышедший на экраны в 1932 году.

## Сюжет
Томас Диксон руководит банком Union National, придерживаясь крайне либеральной стратегии: в тяжёлые времена он готов кредитовать бизнес, понимая социальную значимость предприятий и рабочих мест. Это постоянно приводит к столкновениям с другими членами совета директоров, которые считают такой подход пустой тратой средств. Тем временем один из бухгалтеров Клюэтт, задолжавший гангстерам 50 тыс. долларов, соглашается поспособствовать ограблению банка. Он отключает сигнализацию, причём делает это так, что подозрение падает на кассира Мэтта, у которого за плечами судимость. На следующий день после успешного ограбления по городу проносится слух, что банку грозит катастрофа. Вкладчики начинают массово требовать возвращения вкладов, на самом деле поставив учреждение на грань краха…

## В ролях
- Уолтер Хьюстон — Томас Диксон
- Пэт О’Брайен — Мэтт
- Кэй Джонсон — Филлис Диксон
- Констанция Каммингс — Хелен
- Гэвин Гордон — Сирил Клюэтт
- Артур Хойт — Айвс
- Роберт Эмметт О'Коннор — инспектор

## Восприятие
Автор The New York Times в 1932 году похвалил актёрскую игру основных исполнителей, в особенности Хьюстона, чьего героя назвал «завоёвывающим симпатию».
Тим Пертелл в рецензии 1997 года отмечал: «„Американское безумие“ в образе Уолтера Хьюстона президента банка, враждующего с жадным советом директоров, представляет собой образец для последующих идеалистов Капры. Хьюстон великолепен, хотя драма излишне сюжетна».